# Cosmarium
Cosmarium é um gênero de algas microscópicas da família Desmidiaceae, sempre possuindo uma constrição central com bastante variações na morfologia das espécies. A sua reprodução é tanto sexual como assexual. Na reprodução assexual rompe-se a união das metades e cada metade formará uma nova alga.